# Foxcote (Gloucestershire)
Foxcote – osada w Anglii, w hrabstwie Gloucestershire, w dystrykcie Cotswold, w civil parish Withington. Leży 7 km od miasta Cheltenham. Foxcote jest wspomniana w Domesday Book (1086) jako Fuscote.